# Міхаел Рабушик
Міхаел Рабушик (чеськ. Michael Rabušic, нар. 17 вересня 1989, Намєшть-над-Ославоу) — чеський футболіст, нападник клубу «Слован».
Виступав, зокрема, за клуби «Слован» та «Перуджа», а також національну збірну Чехії.
Чемпіон Чехії.

## Клубна кар'єра
Народився 17 вересня 1989 року в місті Намєшть-над-Ославоу.
У дорослому футболі дебютував 2006 року виступами за команду «Височина», в якій провів два сезони, взявши участь у 54 матчах чемпіонату. 
Протягом 2009—2011 років захищав кольори клубу «Збройовка».
Своєю грою за останню команду привернув увагу представників тренерського штабу клубу «Слован», до складу якого приєднався 2011 року. Відіграв за ліберецьку команду наступні три сезони своєї ігрової кар'єри. Більшість часу, проведеного у складі «Слована», був основним гравцем атакувальної ланки команди. У складі «Слована» був одним з головних бомбардирів команди, маючи середню результативність на рівні 0,33 гола за гру першості.
Протягом 2014 року захищав кольори клубу «Верона».
У 2014 році уклав контракт з клубом «Перуджа», у складі якого провів наступний рік своєї кар'єри гравця. 
Згодом з 2015 по 2020 рік грав у складі команд «Кротоне», «Слован», «Височина», «Галадаш» та «Динамо» (Ч. Будейовіце).
До складу клубу «Слован» приєднався 2020 року. Станом на 14 січня 2023 року відіграв за ліберецьку команду 70 матчів в національному чемпіонаті.

## Виступи за збірні
У 2005 році дебютував у складі юнацької збірної Чехії (U-16), загалом на юнацькому рівні взяв участь в 11 іграх, відзначившись 7 забитими голами.
Протягом 2009–2010 років залучався до складу молодіжної збірної Чехії. На молодіжному рівні зіграв у 8 офіційних матчах, забив 4 голи.
У 2013 році дебютував в офіційних матчах у складі національної збірної Чехії.
| Дата       | Місто    | Господарі | Результат | Гості    | Турнір                               | Голи | Примітки |
| ---------- | -------- | --------- | --------- | -------- | ------------------------------------ | ---- | -------- |
| 15-8-2013  | Будапешт | Угорщина  | 1 – 1     | Чехія    | товариський матч                     | -    | 58'      |
| 6-9-2013   | Прага    | Чехія     | 1 – 2     | Вірменія | Відбір до ЧС 2014                    | -    | 55'      |
| 10-9-2013  | Турин    | Італія    | 2 – 1     | Чехія    | Відбір до ЧС 2014                    | -    | 76'      |
| 14-10-2020 | Глазго   | Шотландія | 1 – 0     | Чехія    | Ліга націй УЄФА 2020-2021 - 1-й етап | -    | 77'      |
| Усього     |          | Матчів    | 4         |          | Голів                                | 0    |          |

## Титули і досягнення
- Чемпіон Чехії (1):

«Слован»: 2011-2012